# Marvin Keller
Marvin Keller (London, 2002. július 3. –) svájci korosztályos válogatott labdarúgó, a Young Boys kapusa.

## Pályafutása

### Klubcsapatokban
Keller Anglia fővárosában, Londonban született. Az ifjúsági pályafutását a svájci Grasshoppers akadémiájánál kezdte.
2021-ben mutatkozott be a Wil másodosztályban szereplő felnőtt keretében. Először 2021. szeptember 3-án, a Kriens ellen idegenben 2–0-ra megnyert mérkőzésen lépett pályára. 2023. február 13-án 4½ éves szerződést kötött az első osztályban érdekelt Young Boys együttesével.

### A válogatottban
Keller az U19-es és az U21-es korosztályú válogatottakban is képviselte Svájcot.
2022-ben debütált az U21-es válogatottban. Először 2022. szeptember 22-én, Japán ellen 2–1-es győzelemmel zárult barátságos mérkőzésen lépett pályára.

## Statisztika
2023. február 5. szerint.
| Klub     | Szezon   | Bajnokság              | Bajnokság | Bajnokság | Kupa  | Kupa  | Nemzetközi | Nemzetközi | Összesen | Összesen |
| Klub     | Szezon   | Bajnokság              | Mérk.     | Gólok     | Mérk. | Gólok | Mérk.      | Gólok      | Mérk.    | Gólok    |
| -------- | -------- | ---------------------- | --------- | --------- | ----- | ----- | ---------- | ---------- | -------- | -------- |
| Wil      | 2021–22  | Swiss Challenge League | 30        | 0         | 0     | 0     | —          | —          | 30       | 0        |
| Wil      | 2022–23  | Swiss Challenge League | 20        | 0         | 1     | 0     | —          | —          | 21       | 0        |
| Wil      | Összesen | Összesen               | 50        | 0         | 1     | 0     | 0          | 0          | 51       | 0        |
| Összesen | Összesen | Összesen               | 50        | 0         | 1     | 0     | 0          | 0          | 51       | 0        |

## Sikerei, díjai
Young Boys
- Swiss Super League
  - Bajnok (1): 2022–23

- Svájci Kupa
  - Győztes (1): 2022–23